# کوشوتکا
کوشوتکا (به لهستانی:  Koszutka) یک منطقهٔ مسکونی در لهستان است که در کاتوویتس واقع شده‌است. کوشوتکا ۱٫۳۸ کیلومتر مربع مساحت و ۱۲٬۴۳۱ نفر جمعیت دارد.